# Микробиология
Микробиология ( μικρος — малый, лат. bios — жизнь, лат. logos — учение) — наука, предметом изучения которой являются микроскопические существа, называемые микроорганизмами (микробами) (включающими в себя: Одноклеточные организмы, Многоклеточные организмы и Бесклеточные), их биологические признаки и взаимоотношения с другими организмами, населяющими нашу планету. В область интересов микробиологии входит их систематика, морфология, физиология, биохимия, эволюция, роль в экосистемах, а также возможности практического использования.
Разделы микробиологии: бактериология, микология, вирусология, паразитология и другие. В зависимости от экологических особенностей микроорганизмов, условий их обитания, сложившихся отношений с окружающей средой и практических потребностей человека, наука о микроорганизмах в своем развитии дифференцировалась на такие специальные дисциплины, как общая микробиология, медицинская, промышленная (техническая), космическая, геологическая, сельскохозяйственная и ветеринарная микробиология.

## История науки
За несколько тысяч лет до возникновения микробиологии как науки человек, не зная о существовании микроорганизмов, широко применял природные процессы, связанные с брожением, для приготовления кумыса и других кисломолочных продуктов, получения алкоголя, уксуса, при мочке льна.

### Донаучный этап развития
Люди издревле знали о многих процессах, вызываемых микроорганизмами, однако не знали истинных причин, вызывающих эти явления. Отсутствие сведений о природе таких явлений не мешало делать наблюдения и даже использовать ряд этих процессов в быту. Ещё Гиппократ (460—377 гг. до н. э.) предполагал, что заразные болезни вызываются невидимыми живыми существами. При этом наиболее близко к открытию микромира подошел Джироламо Фракасторо (1478—1553), предположивший, что инфекции вызывают маленькие тельца, передающиеся при контакте и сохраняющиеся на вещах больного. Однако в то время невозможно было удостовериться в правильности его идей, и распространение получили совершенно иные гипотезы.
Многие учёные продолжали отвергать бактериальную природу инфекционных заболеваний даже после революционных открытий Пастера и Коха. Так, в 1892 году Макс Петтенкофер, уверенный в том что холеру вызывают миазмы, выделяемые окружающей средой, пытаясь доказать свою правоту, проглотил при свидетелях-медиках культуру холерных вибрионов и не заболел.

### Описательный этап

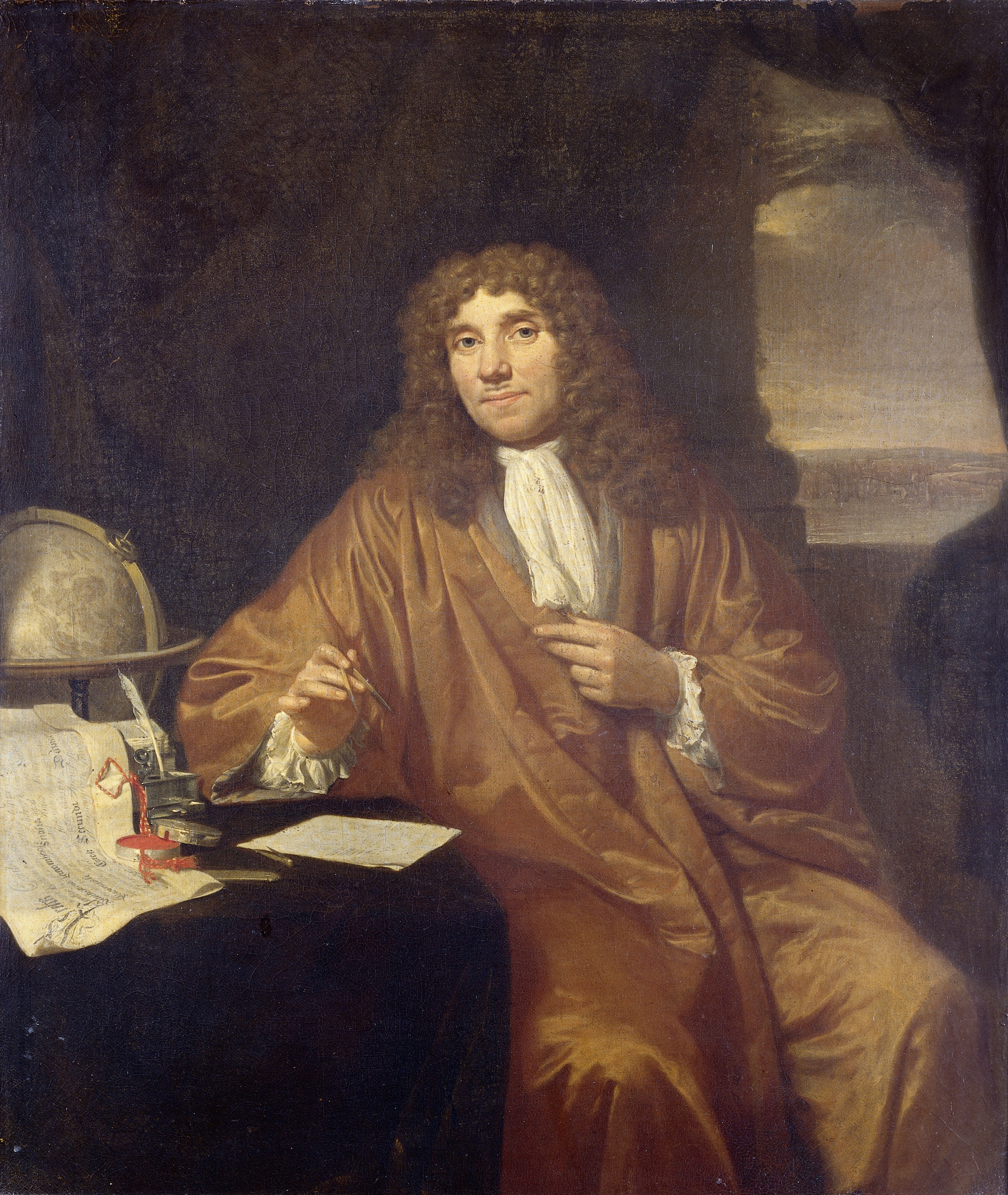
Антони ван Левенгук

Возможность изучения микроорганизмов возникла лишь с развитием оптических приборов. Первый микроскоп был создан ещё в 1610 году Галилеем. В 1665 Роберт Гук впервые увидел растительные клетки. Однако 30-кратного увеличения его микроскопа не хватило, чтобы увидеть простейших и тем более бактерии. По мнению В. Л. Омелянского «первым исследователем, перед изумлённым взором которого открылся мир микроорганизмов, был учёный иезуит Афанасий Кирхер (1601—1680), автор ряда сочинений астрологического характера», однако обычно первооткрывателем микромира называют Антони ван Левенгука.
В своём письме Лондонскому Королевскому обществу он сообщает, как 24 апреля 1676 года микроскопировал каплю воды, и даёт описание увиденных там существ, в том числе бактерий. Левенгук считал обнаруженных им микроскопических существ «очень маленькими животными» и приписывал им те же особенности строения и поведения, что и обычным животным. Повсеместное распространение этих «животных» стало сенсацией не только в научном мире. Левенгук демонстрировал свои опыты всем желающим, в 1698 году его даже посетил Пётр I.
Между тем, наука в целом ещё не была готова к пониманию роли микроорганизмов в природе. Система теорий возникла тогда лишь в физике. Во времена Левенгука отсутствовали представления о ключевых процессах живой природы, так, незадолго до него в 1648 году Ван Гельмонт, не имея никакого понятия о фотосинтезе, заключил из своего опыта с ивой, что растение берёт питание только из дистиллированной воды, которой он его поливал. Более того, даже неживая материя ещё не была достаточно изучена, состав атмосферы, необходимый для понимания того же фотосинтеза, будет определён лишь в 1766—1776 годах.
В течение следующих 100—150 лет развитие микробиологии проходило лишь с описанием новых видов. Видную роль в изучении многообразия микроорганизмов сыграл датский биолог Отто Фридрих Мюллер, который к 1789 описал и назвал по линнеевской биномиальной номенклатуре 379 различных видов. В это время было сделано и несколько интересных открытий. Так, в 1823 была определена причина «кровоточения» просфор — бактерия, названная Serratia marcescens (другое название — Monas prodigiosa). Также следует отметить Христиана Готфрида Эренберга, описавшего множество пигментированных бактерий, первые железобактерии, а также скелеты простейших и диатомовых водорослей в морских и лиманных отложениях, чем положил начало микропалеонтологии. Именно он впервые объяснил окраску воды Красного моря развитием в ней цианобактерий Trichodesmium erythraeum. Он, однако, причислял бактерий к простейшим и рассматривал их вслед за Левенгуком как полноценных животных с желудком, кишечником и конечностями…
В России одним из первых микробиологов был Л. С. Ценковский (1822—1887), описавший большое число простейших, водорослей и грибов и сделавший вывод об отсутствии резкой границы между растениями и животными. Им также была организована одна из первых Пастеровских станций и предложена вакцина против сибирской язвы.
Высказывались в это время и смелые гипотезы, например врач-эпидемиолог Д. С. Самойлович (1744—1805) был убеждён, что болезни вызываются именно микроорганизмами, однако тщетно пытался увидеть в микроскоп возбудитель чумы — возможности оптики тогда ещё не позволяли это сделать. В 1827 году итальянец А. Басси обнаружил передачу болезни шелковичного червя при переносе микроскопического гриба. Ж. Л. Л. Бюффон и А. Л. Лавуазье связывали брожение с дрожжами, однако общепринятой оставалась чисто химическая теория этого процесса, сформулированная в 1697 году Г. Э. Шталем. Для спиртового брожения, как для любой реакции, Лавуазье и Л. Ж. Гей-Люссаком были посчитаны стехиометрические соотношения. В 1830-х Ш. Каньяр де Латур, Ф. Кютцинг и Т. Шванн независимо друг от друга наблюдали обилие микроорганизмов в осадке и плёнке на поверхности бродящей жидкости и связали брожение с их развитием. Эти представления наткнулись, однако, на резкую критику со стороны таких видных химиков как Фридрих Вёлер, Йёнс Якоб Берцелиус и Юстус Либих. Последний даже написал анонимную статью «О разгаданной тайне спиртового брожения» (1839) — саркастическую пародию на микробиологические исследования тех лет.
Тем не менее, вопрос о причинах брожения, тесно связанный с вопросом о спонтанном самозарождении жизни, стал первым успешно решённым вопросом о роли микроорганизмов в природе.

### Споры о самозарождении и брожении
Средние века были временем господства идей Аристотеля, что означало также и признание его теорий зарождения рыб из ила, насекомых из экскрементов или капель росы на листьях. Первые эксперименты, опровергающие представления Аристотеля, поставил тосканский придворный медик Франческо Реди (1626—1697). Общий его принцип — наблюдение за питательным веществом в открытом (куда возможно попадание живых организмов) и в каким-либо образом закрытом от них, но не от воздуха, сосуде — использовался во всех подобных опытах. Тогда было опровергнуто самозарождение насекомых, но уже в XVIII веке католический священник Джон Турбервилл Нидхем выдвинул гипотезу «жизненной силы», существующей в живых телах и вызывающей при их распаде возникновение микроорганизмов. Против него выступил Ладзаро Спалланцани, показав что нагревание препятствует
появлению живых существ в настое растительных и животных волокон, закрытом в сосуде. Тогда Нидхем возразил, что воздух, в котором имеют потребность живые существа, теряет свою «жизненную силу» при нагревании.

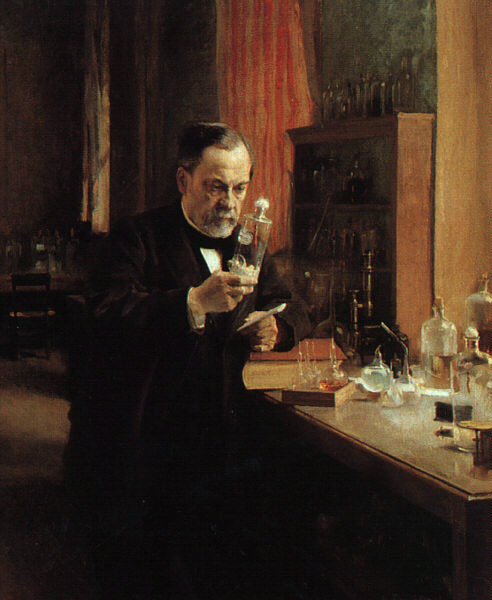
Луи Пастер

Франц Шульц после стерилизации сосуда с настоем пускал туда воздух, пропущенный через карболовую кислоту, и не наблюдал развития там микроорганизмов. Чтобы избежать возражений, что кислота тоже лишает воздух жизненной силы, Шрёдер и фон Душ в 1854 году пропускали воздух через хлопковый фильтр, а в 1860 Гофман и независимо от него в 1861 Шевре и Пастер показали, что нет необходимости и в фильтре — достаточно изогнуть трубки, соединяющие атмосферу и сосуд, чтобы в нём после стерилизации не «зарождалась» жизнь. Так принцип omne vivum ex vivo (всё живое из живого) окончательно победил в биологии. Используя представления о невозможности самозарождения жизни, Луи Пастер в 1860-х показал, что стерилизация делает брожение невозможным, таким образом было доказано участие в нём микроорганизмов. Кроме того, это стало открытием новой формы жизни — анаэробной, не требующей кислорода, а иногда даже гибнущей под его воздействием.
Постепенно складывалось и осознание особого положения микромира в живой природе. В начале XIX века микроорганизмы причислялись к червям. В 1866 Эрнст Геккель впервые выделил их в отдельное царство Protista. Затем Ф. Кон в 1875, изучая синезелёные водоросли, отграничил их от растений и объединил их с бактериями как наиболее простых из существующих организмов. К концу XIX века стало ясно, что протисты, объединяемые по своим микроскопическим размерам, существенно различаются между собой. Они были разделены на «высшие» (простейшие, микроскопические грибы и водоросли, дрожжи) и «низшие» (бактерии и синезелёные водоросли). Лишь в 1930-х после новых открытий в строении клетки Э. Шаттон предложил термины «эукариоты» и «прокариоты». Отсекаются и приписываемые микроорганизмам «уникальные» свойства, одним из которых была способность самозарождаться. Другим был их плеоморфизм, то есть нераспространение на бактерий закона Линнея о постоянстве видов. Её появление было вызвано бедностью внешних форм бактерий при богатстве физиологических и биохимических свойств, отчего и казалось, что одна та же бактерия проявляет себя по-разному. Особую роль в опровержении этой теории также сыграл Кон.

### Золотой век микробиологии
1880-е и 1890-е ознаменовались для микробиологии всплеском числа открытий. Во многом это было связано с подробной разработкой методологии. Прежде всего здесь следует отметить вклад Роберта Коха, создавшем в конце 1870-х — начале 1880-х ряд новых методов и общих принципов ведения исследовательской работы.
Пастер использовал для выращивания микроорганизмов жидкие среды, содержащие все элементы, находимые в живых организмах. Жидкие среды, однако, были недостаточно удобны. Так, сложно было выделить колонию, происходящую от одной живой клетки («чистая культура»), в связи с чем
можно было изучать только обогащённые самой природой культуры. Лишь в 1883 Э. Христианом Гансеном была получена первая чистая культура дрожжей, полученная методом висячей капли. Плотные среды впервые использовались для изучения грибов, где необходимость чистых культур также была обоснована. Для бактерий плотные среды применял Кон во Вроцлаве зимой 1868/69 годов, однако только в 1881 Роберт Кох положил начало широкому применению желатиновых и агаровых пластинок. В 1887 году введены в практику чашки Петри.
Коху принадлежат также знаменитые постулаты:
- возбудитель заболевания должен регулярно обнаруживаться у пациента;
- он должен быть выделен в чистую культуру;
- выделенный организм должен вызывать у подопытных животных те же симптомы, что и у больного человека.

Эти принципы были приняты не только в медицине, но и в экологии для определения вызывающих те или иные процессы организмов. Также Кох ввёл в применение методы окраски бактерий (ранее использованные в ботанике) и микрофотографию. Публикации Коха содержали в себе методики, принятые микробиологами всего мира. Вслед за ним началось развитие и обогащение методологии, так в 1884 Ганс Христиан Грам использовал метод дифференцирующего окрашивания бактерий (Метод Грама), С. Н. Виноградский в 1891 применил первую элективную среду. За следующие годы было описано больше видов чем за всё предыдущее время, выделены возбудители опаснейших заболеваний, обнаружены новые процессы, производимые бактериями и неизвестные в других царствах природы.

#### Инфекционные заболевания
В изучении жизнедеятельности микроорганизмов следует отметить вклад Луи Пастера (1822—1895). Он же вместе с Робертом Кохом (1843—1910) стоят в истоках учения о микроорганизмах как возбудителях заболеваний.

#### Экология микроорганизмов
Экологическую роль и многообразие микробиологических процессов показали Бейеринк (1851—1931) и С. Н. Виноградский (1856—1953).

### Техническая, или промышленная, микробиология
Техническая микробиология изучает микроорганизмы, используемые в производственных процессах с целью получения различных практически важных веществ: пищевых продуктов, этанола, глицерина, ацетона, органических кислот и др.
Огромный вклад в развитие микробиологии внесли русские и советские учёные: И. И. Мечников (1845—1916), Д. И. Ивановский (1863—1920), Н. Ф. Гамалея (1859—1949), Л. С. Ценковский (1822—1887), С. Н. Виноградский (1856—1953), В. Л. Омелянский (1867—1928), Д. К. Заболотный (1866—1929), В. С. Буткевич (1872—1972), С. П. Костычев (1877—1931), Н. Г. Холодный (1882—1953), В. Н. Шапошников (1884—1968), Н. А. Красильников (1896—1973), А. А. Имшенецкий (1905—1992) и др.
Большая роль в развитии технической микробиологии принадлежит С. П. Костычеву, С. Л. Иванову и А. И. Лебедеву, которые изучили химизм процесса спиртового брожения, вызываемого дрожжами. Труды Я. Я. Никитинского и Ф. М. Чистякова положили начало развитию микробиологии консервного производства и холодильного хранения скоропортящихся пищевых продуктов. Благодаря работам С. А. Королёва, А. Ф. Войткевича и их учеников значительное развитие получила микробиология молока и молочных продуктов. Открытие В. Н. Шапошниковым явления «двухфазности» многих микробиологических процессов позволило создать теорию управления этими процессами. На основе изучения закономерностей развития молочнокислых бактерий, осуществлённого В. Н. Шапошниковым и А. Я. Мантейфель, в начале 1920-х годов в СССР было организовано производство молочной кислоты, необходимой в медицине для лечения ослабленных и рахитичных детей. В. Н. Шапошников и его ученики разработали технологию получения ацетона и бутилового спирта с помощью бактерий, и в 1934 году в Грозном был пущен первый в СССР завод по выпуску этих растворителей. На основании исследований химизма образования органических кислот мицелиальными грибами, проведённым В. Н. Костычевым и В. С. Буткевичем, в 1930 году в Ленинграде было организовано производство лимонной кислоты.
Частью технической микробиологии является пищевая микробиология, изучающая способы получения пищевых продуктов с использованием микроорганизмов. Например, дрожжи применяют в виноделии, пивоварении, хлебопечении, спиртовом производстве; молочнокислые бактерии — в производстве кисломолочных продуктов, сыров, при квашении овощей; уксуснокислые бактерии — в производстве уксуса; мицелиальные грибы используют для получения лимонной и других пищевых органических кислот и т. д. К настоящему времени выделились специальные разделы пищевой микробиологии: микробиология дрожжевого и хлебопекарного производства, пивоваренного производства, консервного производства, молока и молочных продуктов, уксуса, мясных и рыбных продуктов, маргарина и т. д.

## Методы и цели микробиологии
К методам исследования любых микроорганизмов относят:
- микроскопия: световая (в том числе фазово-контрастная, темнопольная, флуоресцентная) и электронная;
- культуральный метод (бактериологический, вирусологический);
- биологический метод (заражение лабораторных животных с воспроизведением инфекционного процесса на чувствительных моделях);
- молекулярно-генетический метод (ПЦР, ДНК- и РНК-зонды и др.);
- серологический метод — выявления антигенов микроорганизмов или антител к ним (ИФА).

Цель медицинской микробиологии — изучение структуры и свойств патогенных микробов, взаимоотношения их с организмом человека в определённых условиях природной и социальной среды, совершенствование методов микробиологической диагностики, разработка новых, более эффективных лечебных и профилактических препаратов, решение такой важной проблемы, как ликвидация и предупреждение инфекционных болезней.

## Основные разделы микробиологии
За время существования микробиологии сформировались общая, техническая, сельскохозяйственная, ветеринарная, медицинская, санитарная ветви.
- Общая изучает наиболее общие закономерности, свойственные каждой группе перечисленных микроорганизмов: структуру, метаболизм, генетику, экологию и т. д.
- Техническая занимается разработкой биотехнологии синтеза микроорганизмами биологически активных веществ: белков, нуклеиновых кислот, антибиотиков, спиртов, ферментов, а также редких неорганических соединений.
- Сельскохозяйственная исследует роль микроорганизмов в круговороте веществ, использует их для синтеза удобрений, борьбы с вредителями.
- Ветеринарная изучает возбудителей заболеваний животных, методы диагностики, специфической профилактики и этиотропного лечения, направленного на уничтожение возбудителя инфекции в организме больного животного.
- Медицинская микробиология изучает болезнетворные (патогенные) и условно-патогенные для человека микроорганизмы, а также разрабатывает методы микробиологической диагностики, специфической профилактики и этиотропного лечения вызываемых ими инфекционных заболеваний.
- Санитарная микробиология изучает санитарно-микробиологическое состояние объектов окружающей среды, пищевых продуктов и напитков, и разрабатывает санитарно-микробиологические нормативы и методы индикации патогенных микроорганизмов в различных объектах и продуктах[1].